# Əlibəyli (Qax)
Əlibəyli è un comune dell'Azerbaigian situato nel distretto di Qax. Conta una popolazione di 1 921 abitanti.